# Stazione di Biella Chiavazza
La stazione di Biella Chiavazza è una fermata ferroviaria della linea Biella-Novara posta nella frazione Chiavazza del comune di Biella e priva di traffico (al 2021).

## Storia
Realizzato come stazione e dotato dunque di binario d'incrocio, l'impianto fu inaugurato assieme al resto della linea il 18 maggio 1939, diventando tuttavia operativo solo dal 20 luglio 1940 a causa della necessità di completare alcuni impianti e dell'assenza del materiale rotabile. La stazione disponeva anche di un scalo merci dotato di un binario tronco che sorgeva in direzione Biella.
Il 21 gennaio 1961, in anticipo rispetto alla naturale scadenza della concessione alla Società Ferrovia Biella Novara (SFBN) che aveva fino ad allora esercito la linea, la stessa venne incorporata nella rete statale e l'esercizio degli impianti fu assunto dalle Ferrovie dello Stato.
Il programma di profondo rinnovamento avviato nel 1991, che richiese la chiusura della linea per molti mesi, comportò la trasformazione in fermata, rimanendo in opera il solo binario di corsa. La riapertura all'esercizio avvenne il 19 giugno dell'anno successivo.
Dal 2000 la gestione dell'intera linea, e con essa quella della fermata di Biella Chiavazza, passò in carico a Rete Ferroviaria Italiana la quale ai fini commerciali classifica l'impianto nella categoria "Bronze".
Dal settembre 2012 i treni non vi effettuano più fermata.

## Strutture e impianti

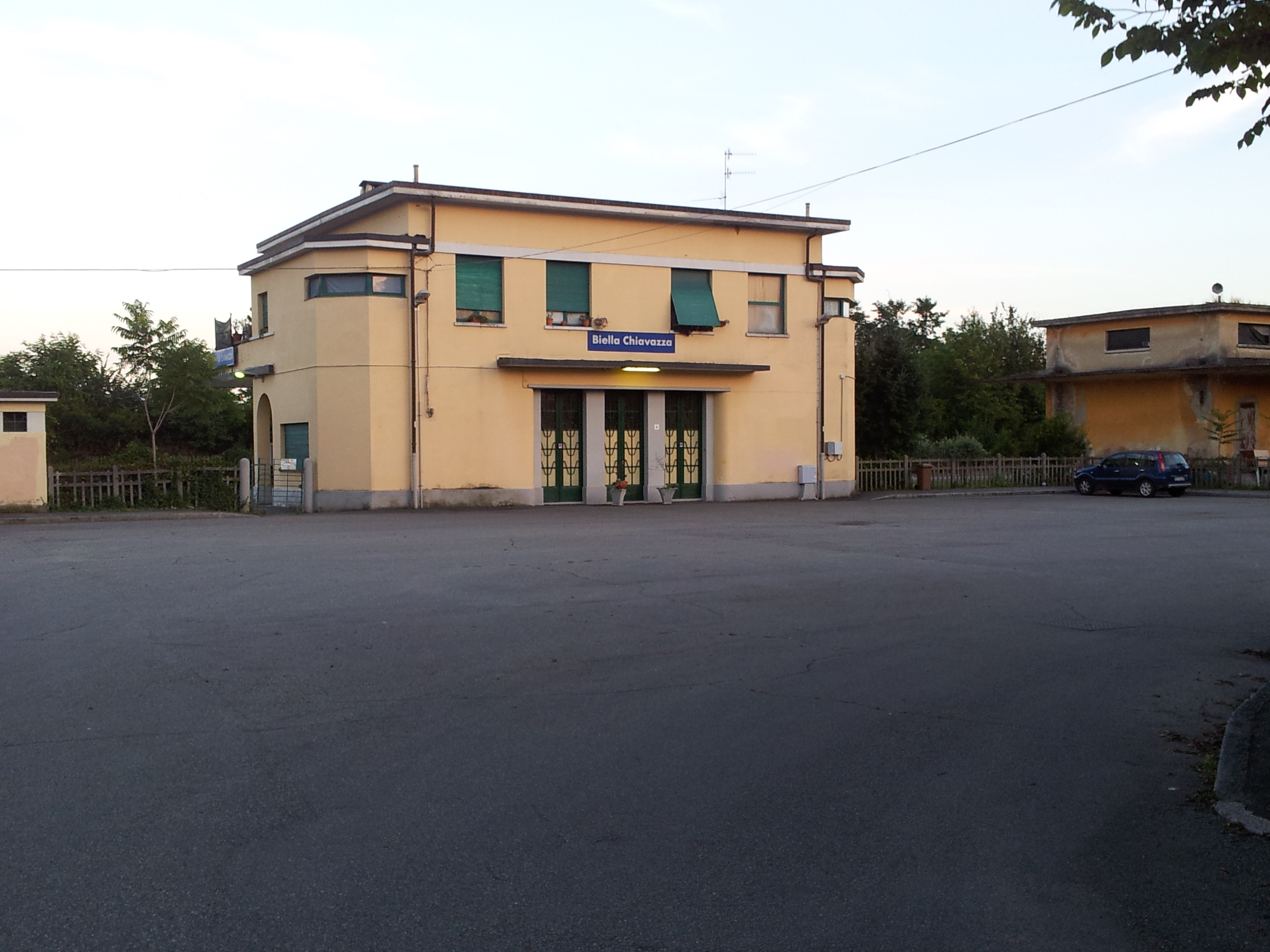
Fermata lato strada

La fermata, dotata del solo binario di corsa, dispone di un fabbricato viaggiatori in stile razionalista su due piani, adibito ad abitazione privata. Accanto al FV erano attivi un magazzino merci e un fabbricato per i servizi igienici (di cui il magazzino merci non più utilizzabile).